# Lenslok
Lenslok — система защиты от нелегального копирования, использовавшаяся в ряде игр и программ для ZX Spectrum, 8-битных Atari, Commodore 64, Sinclair QL и Amstrad CPC. Наиболее известной игрой, имевшей эту защиту, является Elite. Автор идеи — изобретатель Джон Фрост (John Frost).
Защита состоит из специального устройства размером с компакт-кассету, содержащего набор призм в пластиковой рамке, и отображаемого на экране кода. Код представляет собой перемешанные линии графики. Устройство подносится к экрану, линзы преломляют лучи света, «переставляя» вертикальные линии. В результате, становятся видны символы, которые нужно ввести с клавиатуры для запуска программы. При вводе неправильного кода несколько раз подряд выполнялся сброс компьютера.
Использование устройства состояло из двух шагов: сначала пользователь подстраивал изображение под нужный размер, затем читал и вводил код. Реализация защиты в разных программах немного различалась: в одних запрос кода происходил сразу после загрузки (Elite), в других код запрашивался в ключевых моментах игры (Jewels of Darkness). Код мог выводиться белым по чёрному, либо чёрным по белому.
В начале продаж Spectrum-версии игры Elite примерно 500 коробок были укомплектованы не тем вариантом Lenslok — в результате многие пользователи были разочарованы, не имея возможности запустить игру. Кроме того, на телевизорах с экраном больших размеров устройство не работало в принципе: размеры изображения слишком большие чтобы его можно было расшифровать небольшими линзами. Всё это вызвало недовольство пользователей, и в итоге защита не получила большого распространения. В частности, поздние версии игры Elite поставлялись без этой защиты.

## Использование
Игры и другие программы, для защиты которых использовался Lenslok:
- ACE (Cascade Games)
- Elite (версия Firebird)
- Fighter Pilot
- Graphic Adventure Creator
- Jewels of Darkness (Level 9 Computing)
- Macadam Bumper
- Moon Cresta
- OCP Art Studio (Rainbird)
- Компилятор Supercharge для Sinclair QL
- The Price of Magik (Level 9 Computing)
- Tomahawk (Digital Integration)
- TT Racer (Digital Integration)